# Həbib Müntəzir

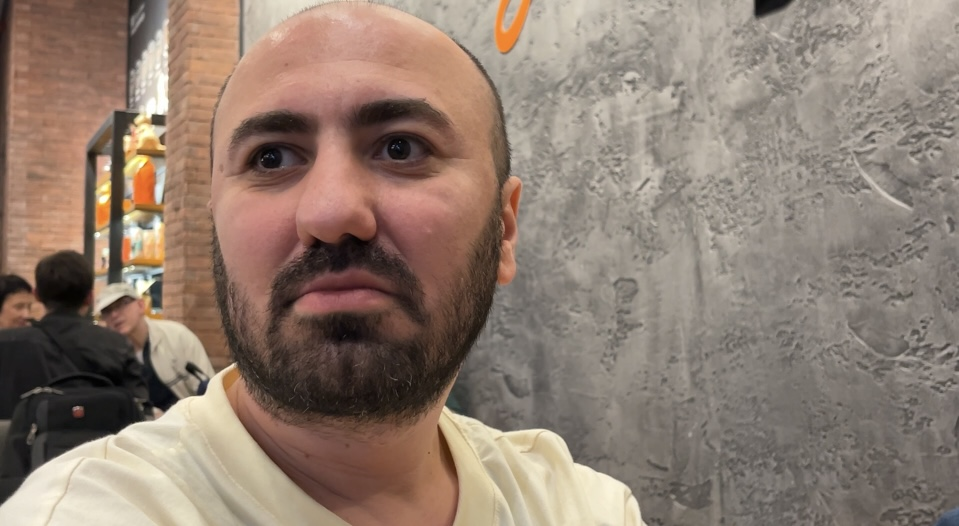
Habib Müntazir, 2024

Həbib Füzuli oğlu Abdullayev (Pseudonym: Müntəzi; geboren am 14. November 1983 in Baku, Aserbaidschan) ist ein aserbaidschanischer investigativer Journalist, Blogger und unabhängiger Medienorganisator. Er ist Gründer des ersten politischen Satire-E-Magazins Aserbaidschans, Tin Söhbəti, Initiator des literarischen Projekts Bizimki und Mitbegründer unabhängiger Medienprojekte wie Fərq TV und Meydan TV. Seit 2002 lebt er als politischer Flüchtling in Berlin.

## Leben und Ausbildung
Habib Abdullayev wurde 1983 im Stadtteil Yasamal in Baku geboren. Nachdem er dort bis zu seinem 18. Lebensjahr dort lebte, wanderte er aus politischen Gründen nach Deutschland aus. Er absolvierte die Schule Nr. 20 im Yasamal-Distrikt und begann ein Studium der Informatik an der Westlichen Universität (Qərb Universiteti) in Baku. Nach zwei Jahren brach er jedoch das Studium ab, um nach Deutschland auszuwandern.

## Tätigkeit
Im Jahr 2005 gründete Habib Abdullayev Tin Söhbəti, das erste politische Satire-E-Magazin Aserbaidschans. Dieses Medium, das die Regierung und ihre Politik satirisch kritisierte, wurde mehrfach in Aserbaidschan blockiert. Die Plattform wurde in Berichten internationaler Organisationen erwähnt.
2007 initiierte er mit jungen Literaturfreunden die Online-Plattform Bizimki, die Werke junger Dichter, Schriftsteller, Kritiker und Autoren veröffentlichte und Diskussionen ermöglichte.
2011 startete er das Projekt Fərq TV und organisierte während des Arabischen Frühlings Live-Übertragungen und politische Debatten. Diese Plattform erreichte innerhalb kurzer Zeit 50.000 Zuschauer und wurde zu einer der beliebtesten Live-Streaming-Plattformen der Zeit.
2013 gründete er zusammen mit Freunden die unabhängige Medienplattform Meydan TV, wo er über zehn Jahre als Manager und Social-Media-Leiter tätig war.
Während des Kriegs um Bergkarabach im Jahr 2020 machte er durch seine informativen Beiträge und Materialien in den sozialen Medien auf sich aufmerksam.

## Journalismus und Recherchen
Habib Müntazir arbeitet mit OCCRP (Organized Crime and Corruption Reporting Project) zusammen und hat zahlreiche Materialien über die Korruption aserbaidschanischer Regierungsbeamter veröffentlicht. Diese Berichte wurden in internationalen Medien veröffentlicht.

## Literarische Tätigkeit
In seiner Jugend schrieb er Gedichte im Ghazal-Genre. Diese hatten hauptsächlich einen politisch-gesellschaftlich satirischen Inhalt. Seine Werke wurden in Publikationen wie dem Alatoran-Magazin, Literaturplattformen wie Yenisi und Zeitungen wie Hürriyyət, Express, Ədalət und Bakı Bulvarı veröffentlicht.

## Privatleben
Habib Müntazir lebt derzeit in Berlin, Deutschland, und setzt seine Arbeit als politischer Flüchtling fort. Er kooperiert als freier Journalist mit verschiedenen Medienprojekten und engagiert sich als Medien- und Social-Media-Trainer.

## Referenzen
1. ↑  Tin Söhbeti – Heyderizmin qenimi olan siyasi satirik elektron jurnalı. 24. Juni 2009, archiviert vom Original (nicht mehr online verfügbar) am 24. Juni 2009; abgerufen am 3. April 2025.  Info: Der Archivlink wurde automatisch eingesetzt und noch nicht geprüft. Bitte prüfe Original- und Archivlink gemäß Anleitung und entferne dann diesen Hinweis.
2. ↑  Tin Söhbeti – Heyderizmin qenimi olan siyasi satirik elektron jurnalı. 24. Juni 2009, archiviert vom Original (nicht mehr online verfügbar) am 24. Juni 2009; abgerufen am 3. April 2025.  Info: Der Archivlink wurde automatisch eingesetzt und noch nicht geprüft. Bitte prüfe Original- und Archivlink gemäß Anleitung und entferne dann diesen Hinweis.
3. ↑  Həbib Müntəzir: “Azərbaycana qayıtmaq mənim ən böyük arzularımdan birincisidir” - ÖZƏL MÜSAHİBƏ. Abgerufen am 10. April 2025.
4. ↑  aleks: Bəylər Eyyubovun ailəsinə məxsus saysız sərvətlər. In: MEYDAN.TV. 12. Mai 2024, abgerufen am 3. April 2025 (aserbaidschanisch).
5. ↑  aleks: APA-nın hökumətdən asılılığının səbəbi - Vüsalə Mahirqızının ailə biznesi. In: MEYDAN.TV. 20. April 2024, abgerufen am 3. April 2025 (aserbaidschanisch).
6. ↑  roma: Söyüdlüdəki qızıl mədəninin Azərbaycan hakimiyyəti ilə əlaqəsi. In: MEYDAN.TV. 26. Juni 2023, abgerufen am 3. April 2025 (aserbaidschanisch).
7. ↑  roma: Hakim oğlunun idman-fitnes biznesi. In: MEYDAN.TV. 22. August 2023, abgerufen am 3. April 2025 (aserbaidschanisch).
8. ↑  roma: Vasif Talıbov vəzifədən ayrıldıqdan sonra ailə mülkləri əl dəyişdirib. In: MEYDAN.TV. 15. Juni 2023, abgerufen am 3. April 2025 (aserbaidschanisch).
9. ↑  roma: İzmir-Çeşmədə Talıbovlar ailəsinə məxsus 5 ulduzlu dəbdəbəli otel. In: MEYDAN.TV. 20. Juni 2023, abgerufen am 3. April 2025 (aserbaidschanisch).
10. ↑  roma: Prezident tabeliyində olan məmurların adının hallandığı otelin açılışında. In: MEYDAN.TV. 12. August 2022, abgerufen am 3. April 2025 (aserbaidschanisch).
11. ↑  Family of Top Azerbaijani Politician Owns Millions in Luxury Real Estate. Archiviert vom Original am 9. März 2025; abgerufen am 3. April 2025 (amerikanisches Englisch).
12. ↑  Hebib Muntezir -Cehenneme. Abgerufen am 3. April 2025.
13. ↑  Hebib Muntezir - İstemirem. Abgerufen am 3. April 2025.

| Personendaten    | Personendaten |
| ---------------- | --- |
| NAME             | Müntəzir, Həbib                                                                                                  |
| ALTERNATIVNAMEN  | Abdullayev, Habib Fizuli oglu; Müntəzi (Pseudonym)                                                               |
| KURZBESCHREIBUNG | aserbaidschanischer investigativer Journalist, Blogger, Social-Media-Phänomen und unabhängiger Medienorganisator |
| GEBURTSDATUM     | 14. November 1983                                                                                                |
| GEBURTSORT       | Baku, Aserbaidschan                                                                                              |